# 謝永齡
謝永齡，MH（1954年9月12日—），香港著名心理學家，前香港城市大學應用社會科學系副教授、城市大學教職員協會主席。

## 生平
他是前香港民主黨成員，1994年起任灣仔區議員（銅鑼灣）。1995至1997年任香港立法局議員。1998年原本計劃參選，但因為持有居英權而要退選。2004年至2007年，任灣仔區議會副主席。2007年區議會選舉前退出民主黨，以獨立身份爭取連任灣仔區議員，最後落選。2006年獲香港政府頒授榮譽勳章。
2019年，謝永齡東山再起，參選2019年香港區議會選舉的灣仔渣甸山選區，但最後以464票落選。